# Escudo de Nogales (Sonora)
Escudo de Nogales, Sonora, México.

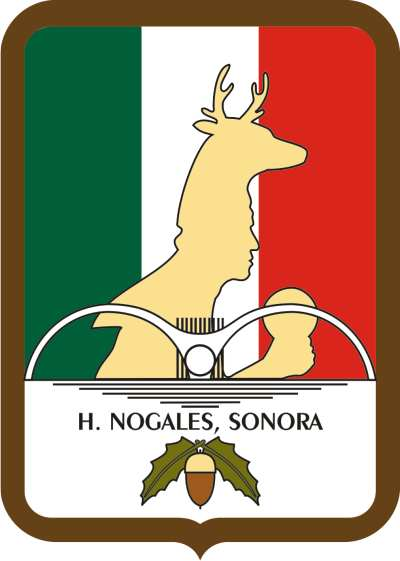
ESCUDO DE NOGALES

Autor del Escudo: L.C.G. Arnulfo Rodríguez Guerra
Lugar y fecha de nacimiento: Hermosillo, Sonora, 16 de febrero de 1957

## Historia
En 1980 el Comité Pro-festejos del 100 Aniversario de la fundación de Nogales, Sonora, México convocó al público en general a un concurso para la elaboración de una canción, un poema y el escudo que representara a la Ciudad, los cuales deberían de hacerse bajo las siguientes bases donde solicitaban se representara a Nogales como Frontera, Ciudad y su Centenario, que incluyera el estado de Sonora y por último el País, México.
Nogales como frontera: Está representado por los arcos de la puerta internacional con los Estados Unidos.
El Centenario: Es representado con los años 1880-1980 que estaban situados al pie del escudo a los lados de la bellota, 1880 al lado izquierdo y 1980 al lado derecho.
La Ciudad: Se representó con la bellota, fruto del encino, árbol que predomina en la flora de Nogales, Sonora.
Sonora: Es representado con la silueta del danzante de la danza del venado con fondo de color crema que representa la calidez de la gente de Sonora.
México: Es el fondo del escudo que representa los colores de nuestra bandera, el verde a la izquierda, el blanco al centro y el rojo a la derecha.
El premio fue de $25.000 pesos y un Diploma de Honor. En el 2007 un Reconocimiento en los Festejos del mes del Orgullo Nogalense, de manos del Dr. Alejandro Silva Hurtado Presidente Municipal en ese entonces. ref>Añade referencias</ref>